# Mesonodon flavescens
Mesonodon flavescens là một loài Rêu trong họ Entodontaceae. Loài này được (Hook.) W.R. Buck mô tả khoa học đầu tiên năm 1980.